# 福特ATX變速器
FLC-ATX是福特汽車公司於1981年至1994年生產的3速液壓自動變速器傳動軸，也是福特為了定位前輪驅動和橫置引擎開發的第一台自動變速器。用於福特生產的四缸動力汽車，如福特Escort到福特Taurus。變速箱有一個鎖定變矩器, 但沒有過載。由油門或強制降檔電纜控制，速度表使用氣動電纜，並不昰電腦控制。
| 1      | 2      | 3      | R      |
| ------ | ------ | ------ | ------ |
| 2.84:1 | 1.54:1 | 1.00:1 | 2.33:1 |

## 應用
- Mercury Lynx（1981-1987）
- 福特Escort（1981-1990）
- 福特EXP（1982-1988）
- Mercury LN7（1982-1983）
- 福特Tempo（1984-1994）
- Mercury Topaz（1984-1994）
- 福特Taurus（1986-1991）